# Teutjärvi
Teutjärvi är en sjö i Finland. Den ligger i kommunerna Kouvola och Lovisa i landskapen Kymmenedalen och Nyland, i den södra delen av landet, 100 km nordost om huvudstaden Helsingfors. Teutjärvi ligger 14,8 meter över havet. Den är 2,15 meter djup. Arean är 3,72 kvadratkilometer och strandlinjen är 8,83 kilometer lång. Sjön  ingår i Kymmene älvs huvudavrinningsområde. 